# قناطر صما

## قناطر صما
تشتهر محافظة السويداء في الجمهورية العربية السورية بأثارها الرومانية وغيرها من أثار الحضارات التي قامت في المنطقة.
وفي قرية صما البردان في الجنوب من محافظة السويداء حيث تنتشر الأثار الرومانية، وابرز ما يميز هذه القرية وجود القناطر والاقواس الحجرية الفريد من نوعها سواء كان ذلك من حيث التقانة والضخامة ودقة البناء ولعل الامر الأكثر أهمية في ذلك ويعد من الغرائب والعجائب انها تهتز بيد طفل صغير على الرغم أنها تزن مئات الاطنان وتعد هذه من أسرار هذا الموقع الأثري الذي كان في السابق كنيسة، حيث كانت هذه القناطر الكبيرة تحمل سقف كنيسة ضخمة لها من القداسة والأهمية الدينية ما لها، حاليآ لم يبق منها سوى هذه القناطر البديعة ويعود تاريخ بنائها على وجه التحديد إلى القرنين الخامس أو السادس ميلادي.*ويتم الآن من قبل مديرية الأثار في المحافظة الكشف عن الطريق الحجرية المار من تحت القناطر.الجدير بالذكر بأن هذه القناطر تعرضت للقصف المدفعي إبان الاحتلال الفرنسي لسورية ووحافظت على صمودها وكادت تنهار منذ عدة أعوام عندما اصطدمت بها إحدى الحفارات المارة من تحتها وكان ذلك على مرأى من الناس الذين رؤوها تتراقص وكادت تسقط ولكنها عادت وتوازنت وصمودها مرة أخرى يدل على عظمتها. عملت مديرية الآثار على ترميمها مؤخراً .